# G맨 (하프라이프)
G맨(The G-man)은 하프라이프 시리즈에 등장하는 캐릭터이다. 언제나 푸른 양복을 입고 서류가방을 들고서 등장하는, 게임에서의 등장 이전의 행적이나 정체 등이 전혀 밝혀지지 않은 수수께끼의 인물이다. 그리고 뭔가 고든 프리맨에게 불만이 있어 보인다. 지금도 고든 프리맨을 감시하고 있다.
성우는 한국:장호비(1편에서의 성우는 불명), 미국:마이크 샤피로, 케빈 시스크.

## 그의 게임상에서의 행적

#### 하프라이프
게임 초반부터 고든 프리맨을 감시하며 여기저기에서 얼굴을 내민다. 다만, 등장하는 방식이 적 한 무더기가 난전을 벌이는 곳을 가로질러 넥타이와 양복을 한 번 다듬어준 뒤 지나가는 식이 많아 마지막에 대면하기 전까진 개그 캐릭터인 줄 아는 사람이 많았다고 한다. 사실 윌리스 브린에게 젠 표본을 건네줘서 대공명 현상을 일어나게 하여 콤바인이 지구를 침략하게 해준 장본인이다. 고든이 니힐란스를 무찌르고 나면 그를 고용하기 위해 나타나며, 이후 고든을 사흘 정도(실제로는 20년) '느린 시간 포털'에 가두어 놓는다.

### 하프라이프: 어포징 포스
하프라이프: 어포징 포스에서도 에이드리언 셰퍼드가 훈련을 받을 때 처음 볼 수 있었으며, 그 후 블랙 메사 연구소에서도 다양한 곳에서 셰퍼드를 감시하다가 셰퍼드가 RACE-X(X 종족)의 지배자 진 웜을 쓰러트리자마자 그의 앞에 나타나서 그를 고용한다.

### 하프라이프: 블루 쉬프트
하프라이프: 블루 쉬프트에서도 주인공 바니 칼훈을 감시한다. 그러나 이번엔 바니가 블랙 메사 연구소를 로젠버그 박사, 그외 박사들과 함께 탈출해 버리는 바람에, 그를 손에 넣지 못한다.

### 하프라이프 2
게임 초입에서 고든 프리맨을 깨우며 등장한다. 게임 진행 중 여러 곳에서 볼 수 있고 건물에 서 있거나 영상에서 그의 모습이 언뜻 비치기도 한다. G맨은 고든을 앞지르며 고든이 활약할 토대를 마련한다. 예를 들어, 17번 고속도로 챕터를 플레이하다 보면 두 명이, G맨처럼 보이는 인물이 함께 있는 모습을 망원경으로 볼 수 있는데, 사실 한 명은 G맨이 맞지만 다른 한 명은 오데사 커비지 대령이다. G맨은 고든 보다 먼저 커비지 대령과 접촉하여, 고든이 이쪽으로 오고 있다는 등의 필요한 정보를 대령에게 제공한 것으로 추정된다. 실제 진행 중 고든이 대령이 있는 곳에 도착하면, 대령은 고든이 당연히 여기로 올 줄 알고 있었다는 뉘앙스로 이야기하며, 건쉽 격추를 위한 RPG를 건네준다. -물론 고든이 도착한다는 통신을 받았기 때문일 수도 있다.
고든이 브린의 원자로를 파괴하여 폭파시키면, 고든과 알릭스 밴스가 폭발에 휘말리기 직전에 시간을 멈추고서, 고든을 느린 시간 포털에 가두려 한다. 그러나…

### 하프라이프 2: 에피소드 1
그 시도는 보르티곤트들에 의해 무산되고, G맨은 "어떻게 되나 보자고."라는 말을 남기며 그들과 대적한다. 이후 에피소드 2까지 그는 고든의 행방을 놓치게 된다.

### 하프라이프 2: 에피소드 2
알릭스 밴스가 콤바인 헌터의 공격으로 사경을 해메고, 그 때문에 보르티곤트들이 그녀를 치료하는데 열중하는 사이에 G맨이 기회를 잡아 고든 프리맨의 앞에 등장한다. 이때 그는 고든에게 몇 가지 말을 남긴 후 알릭스에게 "아버지에게 이 말을 전하세요. '예측하지 못한 결과'에 대비하라고."라는 말을 전한 후 고든 프리맨을 다시 감시하기 시작한다. 그리고 '프리맨 대신관' 챕터에서 줌으로 자세히 보면 G맨이 다리를 걸어간다. 결국 일라이 밴스는 '예측하지 못한 결과'로, 콤바인 조언자들에게 살해당한다.

### 정리
최초 하프라이프 시리즈의 시간대에서부터 그의 행적을 정리해 보면 다음과 같다.
- 실험 당일, 대공명 현상을 일으키기 위해 크리스탈 표본을 전달.

- 고든 프리맨이 C 실험실로 가던 도중 궤도열차 너머로 만난 것.

- 바니 칼훈이 길을 가던 도중 궤도열차 사이에서 만난 것.

- 실험 직전 정체불명의 연구원에게 반질량 분광기의 출력을 높여 의도적으로 사고를 유발하도록 지시함.

- 실험 시작 순간, 일라이 밴스에게 최초로 "예측하지 못한 결과에 대비하라(Prepare For UNFORESEEN CONSEQUENCES)"고 조언함 ─예측하지 못한 결과(UNFORESEEN CONSEQUENCES)는 하프라이프 작중 변질물질 챕터에서 대공명 현상이 발생한 직후 다음 챕터의 이름이기도 하다─.

- 블랙 메사 사고 이후 고든의 행적을 줄곧 감시함.

- 바니 칼훈 고용 실패.

- 최후 고든 프리맨을 자신의 휘하에 고용함(처음으로 고든과 직면하여 대화한 순간이기도 하다).

- 하프라이프: 어포징 포스에서 에이드리언 셰퍼드 상병을 감시. 만약의 수를 위해 그 또한 고용함.

- 하프라이프 2에선 하프라이프로부터 20년이 지난 뒤 고든을 17번 지구에 투입함. 그 이후 고든의 행적을 계속 지켜봄.

- 원자로의 붕괴직전, 고든 프리맨을 회수. 그러나 에피소드 1에서 보르티곤트들과 대면.

에피소드 2에서 재등장하며 그에 대한 핵심적인 사항이 몇 가지 밝혀졌다.
- 블랙 메사 사고 당시 알릭스 밴스를 눈여겨 두고 의도적으로 그녀를 구함. 그로 인해 그가 속한 '세력' 의 동료로부터 ─일명 불평론자들(Naysayers)─ 비판을 들었지만, 그는 알릭스 밴스를 고든 프리맨과 버금가는 변수로 여기고 있다.

- 고든 일행의 행적을 계속 지켜봐 주고 싶지만, 자신에겐 지켜야 할 규율이 있다는 말은 그가 속한 세력이 존재한다는 것을 의미한다.

- 그리고 20년 전 일라이 밴스에게 말했던, 예측하지 못한 결과를 전하라고 알릭스 밴스에게 말한다.

이로 미루어 볼 때 그는 어느 세력을 중심으로 한 거대 조직에 연관되어 있으며, 그 목적은 콤바인과 깊은 연관 관계에 있는 것으로 생각된다. 그러나 그가 불러일으킨 사고와 지구에 대한 행실을 보면 결코 지구 세력 측에 대해 호의적인 것은 아닌 것으로 보이나 그렇다고 하기엔 콤바인에게 가장 큰 골칫거리가 될 고든 프리맨을 고용하고, 20년 후 17번 지구에 풀어놓아 인류를 해방시키고 콤바인의 재침공 시도까지 저지하게 방치해 둔 것은 물론, 에이드리언 셰퍼드까지 추가 보험으로 고용하고, Xen 차원을 고든 프리맨을 이용해 콤바인에게서 뻬았았으며, 하프라이프: 알릭스에서 알릭스 밴스가 G맨에게 콤바인을 지구에서 몰아내는 것이 소원이라고 말하자 불가능하다고 한 것이 아니라 고용주의 이익에 비해 손해가 커서 하고 싶지 않다고 말했으며, 그녀를 채용하기 위해 콤바인의 고위층인 콤바인 조언자를 그냥 죽여버리는 것은 물론 조언자를 아예 벌레 대하듯이 '개체'라고 지칭하는 것을 보아 콤바인과의 관계가 없으며 그 콤바인보다도 더 위에 군림하고 있거나 관계가 있다 해도 자신과 자신의 거대 조직이 갑의 위치에 있을 가능성이 매우 높다. 즉, 현재 G맨은 악역이라고 확언할 수 없으며 오히려 조직 내부에서 콤바인을 멸종시키자고 주장하는 강경파이자 작품 외적으로는 선역일 가능성도 있으며 그의 모든 행보는 자신의 조직을 설득하기 위한 명분 쌓기라고도 볼 수 있다. 

## 기타
- 게리모드에서 가장 많이 망가지는 캐릭터다.
- MBC 뉴스데스크의 한 속보 자료화면에서 남편 역할로 등장했다. 뉴스 영상에서 46초에 나온다. 뉴스 제작진이 급하게 3D 그래픽으로 자료화면을 제작해야 하는데 시간이나 예산 문제로 금방 제작할 수 있는 게리모드를 사용한 것으로 보인다. 주디스 모스맨이 아내 역할로 등장한 것은 덤이다. 때문에 해당 기사의 댓글창에는 G맨의 대사를 인용한 농담성 댓글들이 가득 차 있다.[1]
- 한 특수학교의 파일박스의 한 천사 인물이 이 캐릭터와 유사한 형태를 하고 있다.